# Rockstar Energy
Rockstar eller Rockstar Energy är en amerikansk energidryck skapad 2001. År 2009 var den en av de ledande energidryckerna, och en av de mest sålda. 14% av sålda energidrycker i USA 2009 var av märket Rockstar. Rockstar har sitt huvudkontor och bas i Las Vegas, Nevada, USA. 
Drycken finns tillgänglig i fjorton olika smakversioner i över tjugo olika länder, bland annat USA, Kanada, Storbritannien, Irland, Tyskland, Japan, Hongkong, Australien, Mexiko, Malta, Nya Zeeland, Nederländerna, Schweiz, Finland och Norge. År 2009 lanserades den även i Sverige. Grundad av Russell Goldencloud Weiner, son till radioprofilen Michael Savage, år 2001.

## Sorter
- Rockstar Original - 250ml, (355ml, endast Spanien?), 473ml, 500ml, (500ml flaska, endast Holland?), 710ml.
- Rockstar koffein x2 - (Endast 355ml)
- Rockstar Cola - 473ml, 500ml.
- Rockstar Coconut Water
- Rockstar Iced Energy+Tea - 473ml
- Rockstar Juiced Energy Mango/Passion - 500ml.
- Rockstar Juiced Energy Pomegranate - 473ml
- Rockstar Perfect Berry - (Endast 355ml)
- Rockstar Punched Apple - 500ml.
- Rockstar Punched Citrus - 473ml, 500ml
- Rockstar Punched Guava - (355ml, endast Spanien & Italien?), 500ml, (500ml flaska, endast Holland?).
- Rockstar Punched Tropical Punch - 473ml, 500ml, 710ml
- Rockstar Recovery Grape - 473ml
- Rockstar Recovery Lemonade - (355ml, endast Italien?), 500ml, 710ml.
- Rockstar Recovery Orange - (355ml, endast Spanien?)
- Rockstar Recovery Lemonad+Tea
- Rockstar Relax - 473ml
- Rockstar Roasted Light Vanilla - (Endast 444ml)
- Rockstar Roasted Latte - (Endast 444ml)
- Rockstar Roasted Mocha - (Endast 444ml)
- Rockstar Supersours Bubbleburst - 500ml
- Rockstar Supersours Green Apple - 500ml
- Rockstar Sugarfree - 250ml, 473ml, 710ml
- Rockstar Sugarfree Perfect Berry - (Endast 355ml)
- Rockstar Xdurance Blueberry - (355ml, endast Spanien?), 473ml, 500ml, (500ml flaska, endast Storbritannien?)
- Rockstar Xdurance Orange - 500ml, (500ml flaska, endast Storbritannien?)
- Rockstar Zero Sugar - (500ml, endast Tyskland?)
- Rockstar Zero Carb - 473ml, 710ml.